# 香芥属
香芥属（学名：Clausia）是十字花科下的一个属，为多年生草本植物。该属共有5种，分布于亚洲中部和北部。

## 下属物种
本属包括以下物种：
- Clausia antiqua Kim I.H., 2001
- Clausia lobata Kim I.H., 2000
- Clausia lubbockii Claparède, 1863
- Clausia parva Kim I.H., 2014